# Список умерших в 899 году

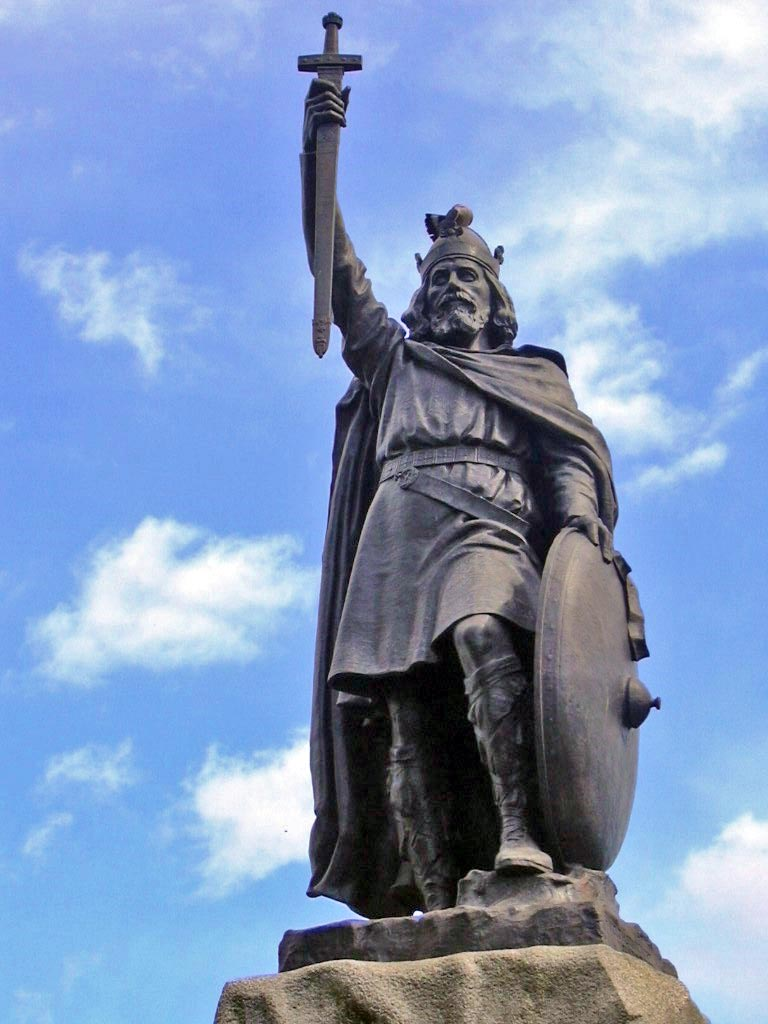
Альфред Великий

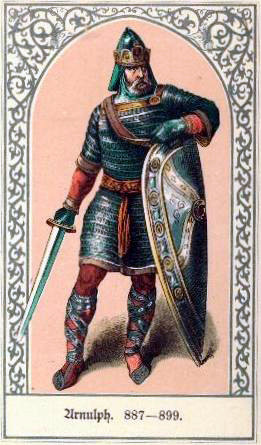
Арнульф Каринтийский

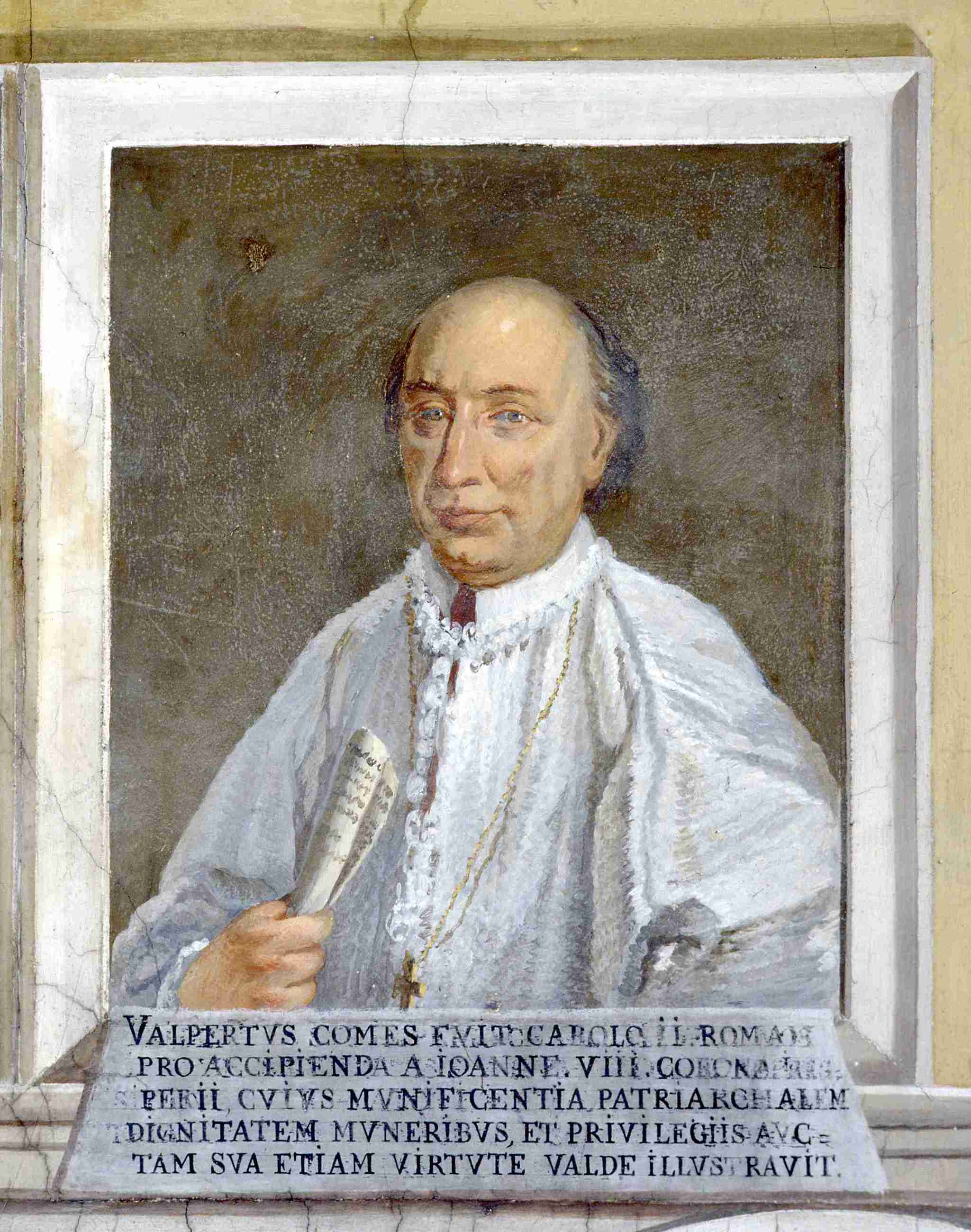
Вальперт

В этой статье представлен список известных людей, умерших в 899 году.
См. также: Категория:Умершие в 899 году

## Июль
- 26 июля — Ли Ханьчжи[англ.] — военачальник при последних правителях китайской династии Тан

## Октябрь
- 26 октября — Альфред Великий — первый король Англии (Узссекса) (871—899)

## Ноябрь
- 2 ноября — Ландольф I[итал.] — архиепископ Милана (896—899)

## Декабрь
- 8 декабря — Арнульф Каринтийский — король Восточно-Франкского королевства (887—899) и император Запада (896—899), один из последних представителей немецкой линии династии Каролингов

## Точная дата смерти неизвестна
- Адальбольд I — епископ Утрехта (866—899)
- Ахмад ибн аль-Тайиб аль-Сарахси[англ.] — персидский путешественник, историк и философ
- Вальперт[итал.] — патриарх Аквилеи (875—899)
- Ванг Гонг[англ.] — военачальник при последних правителях китайской династии Тан, убит в ходе мятежа
- Зоя Заутца — вторая жена императора Льва VI Мудрого
- Самбат I[англ.] — правитель гавара Кхарджк в ашхаре (провинции) Гугарк Великой Армении из династии Багратионов
- Ставраций — епископ Асти (892—899)
- Стилиан Заутца — византийский политический деятель, первый магистр, логофет дрома и василеопатор, отец императрицы Зои
- Сумбат I Артануджели — грузинский принц Тао-Кларджети из династии Багратионов
- Ченг Ки[англ.] — китайский поэт, канцлер при императоре династии Тан Чжао-Цзуне (894—899)